# Nirasaki
Nirasaki (Japans: 韮崎市, Nirasaki-shi) is een Japanse stad in de prefectuur  Yamanashi. In 2014 telde de stad 31.264 inwoners.

## Geschiedenis
Op 10 oktober 1954 werd Nirasaki benoemd tot stad (shi). De stad ontstond die dag door het samenvoegen van 10 omliggende dorpen.

## Partnersteden
- Fairfield, Verenigde Staten sinds 1993
- Jiamusi, China sinds 2000

## Geboren
- Satoshi Omura (1935), biochemicus en Nobelprijswinnaar (2015)

Steden:
Chuo · Fuefuki · Fujiyoshida · Hokuto · Kai · Kofu (hoofdstad) · Koshu · Minami-Alps · Nirasaki · Otsuki · Tsuru · Uenohara · Yamanashi

Districten:
Kitatsuru · Minamikoma · Minamitsuru · Nishiyatsushiro · Nakakoma
Gemeenten per district